# Brandbach (Fischbach)
Der Brandbach ist ein unter zweieinhalb Kilometer langer Waldbach des Virngrundes an der Grenze der Gemeindegebiete von Jagstzell und Ellenberg im Ostalbkreis im nordöstlichen Baden-Württemberg, der sich nach einem gut zwei Kilometer langen, ungefähr südlichen Lauf am Wohnplatz Keuerstadt von Jagstzell mit dem längeren linken Eschenbach zum Fischbach vereint.

## Geographie

### Verlauf
Der Brandbach entsteht mitten im nordöstlichen Virngrundwald dicht am Abzweig des Sträßchens nach Keuerstadt von der Waldstraße Matzenbach–Dankoltsweiler auf etwa 489 m ü. NHN. An einer Forsthütte vorbei fließt der Bach in einem Abstand vor meist unter hundert Metern in Kleinmäandern südwärts neben dem Sträßchen in Richtung Keuerstadt, zwischen dem Hang Brandhalde unter dem Hügelrücken Eschenbuck auf der linken und Ellenberger sowie dem ihm gegenüberliegenden Rücken Stollenbuck auf der Jagstzeller Seite des Laufs. Im sich zu einer Klinge eintiefenden Tälchen mit teils kleinen Lachen neben dem Lauf und in den kurzen feuchten Nebenklingen, die ihm zustreben, gibt es auch Erlen. Das Bachbett ist teils eingerissen, stellenweise sind darin kleine Bänke frischen Sandes angespült.
Zuletzt läuft der Bach neben einem kleinen Sandstein-Steilhang unter der auf dem Mündungssporn in einer kleinen Wiesenlichtung stehenden St.-Nikolaus-Kapelle vorbei und fließt dann gleich auf etwa 461 m ü. NHN beim einzigen Wohngebäude des Jagstzeller Wohnplatzes Keuerstadt mit dem von links und Nordosten kommenden Eschenbach zum Fischbach zusammen, nach einem 2,3 km langen Lauf mit einem mittleren Sohlgefälle von etwa 12 ‰. Der Fischbach fließt zunächst lange in der Richtung des Eschenbachs weiter.     

### Einzugsgebiet
Der Brandbach hat ein Einzugsgebiet von 3,4 km² Größe, das im Teilraum Ellwanger Berge im Osten des Naturraums Schwäbisch-Fränkische Waldberge liegt. Es erstreckt sich vom Waldgewann Eulenbuck ein gutes Stück nördlich der Waldstraße Matzenbach–Dankoltsweiler, wo es schon nahe bei Riegersheim eine Höhe von 515,4 m ü. NHN erreicht, etwa 2,8 km weit südwärts bis zur Mündung. Quer dazu ist es überwiegend unter 1,5 km breit und beginnt recht bald keilförmig auszulaufen. Jenseits der östlichen Wasserscheide auf dem Kamm des Eschenbuck liegt das Einzugsgebiet des Erlenbachs an; auf diesem Kamm liegt auch der mit 520,3 m ü. NHN höchste Punkt, der zum Brandbach entwässert. Von der Mündung ganz im Süden an folgt dann weiter reihum das Einzugsgebiet des weiter abwärts in den Fischbach mündenden Kälberbachs. Weiter im Norden an der Westseite konkurrieren dagegen mit dem Butzenbach, dem Grundbach und kleineren Bächen, die von links der Rechenberger Rot zufließen, welche unterhalb des Fischbachs in die Jagst mündet und welche auch den Abfluss des hinter der nördlichen Einzugsgebietsgrenze entwässernden Weißenbachs aufnimmt.
Das gesamte Einzugsgebiet ist bewaldet, ausgenommen nur kleine Forstlichtungen und die Wegschneisen sowie die kleine Wiesenaue um Keuerstadt, des einzigen Siedlungsplatzes darin, der außer der Kapelle nur ein einziges Bauernhaus umfasst, das heute zeitweilig als Ferienwohnung vermietet wird.
In diesem Wald dominiert auf dem sandigen Boden des Stubensandsteins (Löwenstein-Formation) das Nadelholz, ohne dass Buchen und Eichen ganz fehlten. Den mit Heidelbeeren bewachsenen Boden bedecken stellenweise auch Inseln aus Immergrün.
Fast das ganze Einzugsgebiet ist Wasserschutzgebiet.

### Zuflüsse
Der Brandbach hat nur unbedeutende Zuflüsse; die amtliche Topographische Karten 1:25.000 zeichnet davon gar keinen ein. Das Stimpfacher Blatt Nr. 6926 für den Westen nennt aber am Unterlauf zwei kleine, südöstlich vom Stollenbuck her zulaufende Klingen, nämlich die Königs- und dann die Schlagklinge, während das weniger detailreiche Dinkelsbühler Blatt mit dem Lauf und dem östlichen Einzugsgebiet keinerlei Nebenklingennamen nennt. Gleichwohl liegt hierauf im oberen Einzugsgebiet die nach dem Verlauf der Höhenlinien umfangreichste Nebentalmulde im Herrenbrand; wo sie an den Gewässerlauf quellnah anschließt, sperrt sogar ein kleiner Damm den Zulauf, so dass wohl im Herrenbrand zumindest bei feuchter Witterung der eigentliche Bachursprung liegt.

### Gemeinden und Ortschaften
Der einzige Ort im Einzugsgebiet ist der Jagstzeller Wohnplatz Keuerstadt an der Mündung, ein nicht dauerhaft bewohntes Einzelanwesen, das als Ferienwohnung vermietet wird. Nahebei steht auf dem Sporn zwischen dem Brandbach und dem sich hier mit ihm vereinigenden Eschenbach die St.-Nikolaus-Kapelle. Über den größten Teil des Laufs ist das Bachbett die Grenze zwischen den Gemeindegebieten von Jagstzell rechts und im Westen sowie von Ellenberg links und im Osten.   

## Geologie
Am Prallhang unter der St.-Nikolaus-Kapelle kurz vor der Mündung gibt es einen Aufschluss im Stubensandstein (Löwenstein-Formation), auch die höheren Lagen am oberen Einzugsgebiet bleiben im Keuper.

### LUBW
Amtliche Online-Gewässerkarte mit passendem Ausschnitt und den hier benutzten Layern: Lauf und Einzugsgebiet des Brandbachs

Allgemeiner Einstieg ohne Voreinstellungen und Layer: Daten- und Kartendienst der Landesanstalt für Umwelt Baden-Württemberg (LUBW) (Hinweise)
1. ↑  Höhe nach dem Höhenlinienbild auf dem Hintergrundlayer Topographische Karte.
2. ↑  Höhe nach schwarzer Beschriftung auf dem Hintergrundlayer Topographische Karte.
3. ↑  Länge nach dem Layer Gewässernetz (AWGN).
4. ↑  Einzugsgebiet nach dem Layer Basiseinzugsgebiet (AWGN).

### Andere Belege
1. 1 2 3  Siehe Mattern 2009, S. 116ff unter → Literatur
2. ↑  Wolf-Dieter Sick: Geographische Landesaufnahme: Die naturräumlichen Einheiten auf Blatt 162 Rothenburg o. d. Tauber. Bundesanstalt für Landeskunde, Bad Godesberg 1962. → Online-Karte (PDF; 4,7 MB)
3. ↑  Geologie grob nach: Mapserver des Landesamtes für Geologie, Rohstoffe und Bergbau (LGRB) (Hinweise)